# Musée jurassien d'art et d'histoire
Het Musée jurassien d’art et d’histoire is een museum in de Zwitserse stad Delémont, dat toegewijd is aan oude kunst in Jura en haar geschiedenis als deel van het prinsbisdom Bazel.

## Historiek
In 1909 werd een commissie in Delémont opgericht onder leiding van priester Arthur Daucourt. Deze priester leidde de commissie met als doel cultureel erfgoed van Jura in een museum onder te brengen. De eerste kunstvoorwerpen, onder meer kerkschatten, werden op het kasteel van Delémont verzameld in 1910.
In 1922 opende het museum de deuren. De naam van het museum destijds was ‘Musée jurassien’. De gemeente Delémont stelde het pand ter beschikking. Pas in 1953 kreeg de museumcommissie een juridisch statuut. Het gaat om de ‘Fondation du Musée jurassien’ waarin vertegenwoordigd waren: de stad Delémont, burgers van Delémont en het kanton Bern waartoe Jura destijds behoorde. Nadat het kanton Jura werd opgericht in 1979 krijgt ook het kanton Jura een vertegenwoordiging in de Fondation du Musée jurassien.
De naam veranderde in 1986 in Musée jurassien d’art et d’histoire. Van 1996 tot 1999 was het museum gesloten voor restauratiewerken. Het museum is lid van het Forum Culture, dat culturele instellingen verenigt in de Jura bernois, het kanton Jura en de stad Bienne.

## Gebouw
Het museumgebouw bestaat uit vijf aaneensluitende panden. Ze sluiten aan met de oude vestingmuren. De gebouwen zijn 18e- en 19e-eeuws. De gebouwen staan geklasseerd in de Zwitserse inventaris van cultureel erfgoed van nationaal en regionaal belang.
In eenentwintig zalen is er een permanente collectie en een zaal biedt plaats voor tijdelijke expositie. Dit laatste moet een moderne artistieke blik op Jura bieden.

## Collecties
In de permanente collectie zijn stukken afkomstig uit de tijd van het prinsbisdom Bazel: kerkschatten, religieuze gebruiksvoorwerpen, historische documenten, oude wapens, militaire medailles, schilderijen, borstbeelden en huishoudelijke voorwerpen van destijds. Ook worden er enkele archeologische vondsten getoond.